# Juventus Managua
Maillots
La Juventus Managua Fútbol Club ou Juventus F.C. est un club professionnel de football basé à Managua au Nicaragua évoluant dans le championnat du Nicaragua.

## Histoire
La Juventus Managua est fondé en 1977, et alterne montées et descentes entre les première et deuxième division du Nicaragua.  L'équipe connait son apogée au début des années 90, remportant le championnat à deux reprises, en 1993 et 1994.  
Cette période faste est suivie d'une longue traversée du désert hors de la première division, jusqu'à une nouvelle promotion en première division en 2011. En mars 2014, la Juventus est en butte à des difficultés financières. La fédération de football ne les autorise pas à changer de nom en UCEM Juventus, après que l'université ait choisi de sauver l'équipe. Cependant, le 2 juin, la Fédération et la Juventus parviennent à un accord et la Juventus Managua est renommée UCEM Juventus F.C.

## Palmarès
- Primera División de Nicaragua (2)

1993, 1994
- Segunda División de Nicaragua (1)

2010-11

## Performances en compétitions CONCACAF
- Ligue des champions de la CONCACAF : 4 apparitions

1993 : Tour Préliminaire
1994 : Premier Tour
1995 : Premier Tour
1996 : Premier Tour

### Bilan face aux autres clubs
Arrêté au 13 septembre 2013
| Adversaire      | Dernière rencontre | G | W | D | L | F | A | PTS | +/- |
| --------------- | ------------------ | - | - | - | - | - | - | --- | --- |
| Aurora          | 1994               | 2 | 0 | 0 | 2 | 0 | 9 | 0   | -9  |
| Plaza Amador    | 1993               | 2 | 0 | 0 | 2 | 0 | 9 | 0   | -9  |
| Projusa Veragus | 1995               | 2 | 0 | 1 | 1 | 2 | 4 | 1   | -2  |
| Sacachispas     | 1996               | 2 | 0 | 1 | 1 | 3 | 5 | 1   | -2  |
| Totals          |                    |   |   |   |   |   |   |     |     |

## Effectif actuel
| No. | Position | Player | Nation |
| --- | -------- | ------ | ------ |

## Joueurs notables
- René Montoya (2010-2012)
- Edward Urroz (1992-1997)

## Liste des entraîneurs
- Salvador Dubois Leiva
- Edison Oquendo (1993-1994)
- Douglas Urbina (2009-octobre 2013)[3]
- Oscar Blanco (octobre 2013-mai 2014)
- Douglas Urbina (juin 2014-juin 2015)
- Oscar Blanco (juillet 2015-)